# Earthworm Jim (отменённая игра)
«Earthworm Jim» или «Earthworm Jim: PSP» — компьютерная игра, которая должна была выйти на PlayStation Portable. Первоначально игра должна была стать ремейком оригинальной игры, позже выяснилось, что игра будет содержать в основном оригинальный контент. Сообщалось, что игра воссоединила некоторых разработчиков, которые работали над известными «Earthworm Jim» и «Earthworm Jim 2», но они отсутствовали во время производства более плохих игр «Earthworm Jim 3D» и «Earthworm Jim: Menace 2 the Galaxy». Несмотря на то, что игра была завершена на 80% в августе 2006 года и запланирована на дату выпуска в начале 2007 года, игра была в конечном итоге была отменена в середине 2007 года.

## Разработка
Слухи о новой игре Earthworm Jim начались в 2006 году. Первоначально считалось, что это будет ремейк оригинала Earthworm Jim из-за отснятого материала Джима на уровне, очень напоминающем уровень New Junk City из первой игры. Atari официально анонсировала данную игру на E3 2006, эта же фирма получила права на франшизу. Тем не менее, по сообщениям, игра всё ещё находилась в разработке и в её разработке участвовали разработчики двух оригинальных игр «Earthworm Jim» и «Earthworm Jim 2», включая фирму Shiny Entertainment, основанную Дэвид Перри, Дуглас ТенНэйпел, Ник Брути и Томми Талларико. Разработчики позже объявили, что игра будет в основном наполнена новым контентом, хоть и с элементами из более ранних игр. Среди персонажей, которые должны были вернуться в игру, упоминались Принцесса Как-её-там и Питер Пуппи.
В августе 2006 года игра была завершена на 80%, и многие обозреватели видеоигр имели практические сборки игр, такие, как GameSpot, GamesRadar и IGN. Дата выхода игры была запланирована на начало 2007 года. Однако игра была отменена и так и не вышла в свет.

## Геймплей
Игра должна была сохранить геймплей двух оригинальных игр, играя видом с боку в 2D с элементами Run and gun, только с 3D-графикой. Игра должна была иметь геймплей с трехмерной графикой, в значительной степени в духе «Sonic Rivals» или «Klonoa: Door to Phantomile». Как и в оригинальных двух играх, игровой процесс состоял из маневрирования Джима по уровням с помощью бега, прыжков и победы над врагами с помощью пистолета и его головы, используя её как кнут.
Также было запланировано много новых функций. Одним из них была возможность собирать различные детали для костюма Джима, такие как новые перчатки, сапоги и доспехи. Некоторые детали использовались для облегчения определённых аспектов уровней, таких, как повышение скорости от обновления ботинков, которое сделало перемещение по уровню более простым. Также в игре должен был быть соревновательный режим для двух игроков. Игрок также имел возможность в любой момент игры заставить Джима начать танцевать. Например, игрок мог заставить Джима присесть и уместиться в меньшие пространства.
Сообщалось, что в игре было восемь отдельных уровней, но только два («New Junk City» и «The Birds and the Bees») были специально детализированы. «New Junk City» должен был стать ремейком уровня с тем же названием из оригинального «Earthworm Jim», а уровень «The Birds and the Bees» был совершенно новым уровнем, в котором Джим оказался на войне между птицами и пчёлами. GameSpot описал уровень так, что Джим был пойман в середине войны между птицами и пчёлами и должен будет продвигаться через постепенно усложняющийся уровень, дизайн которого вдохновлён настольной игрой «Мышеловка». Другими словами, то, что делает Джим на данном уровне, влияет на одну из его частей.

## Отмена
Atari спокойно отложила игру до июня 2007 года, когда представитель Atari Алисса Белл заявила, что не будет включена в их список разработок и, возможно, в будущем они вернутся к нему, но название игры пока было в ожидании. После этого никакие последующие объявления об игре не поступали и с тех пор она была отменена. GameZone сообщил, что в основном это связано с финансовыми проблемами, поскольку они заявили:
Earthworm Jim был первоначально издан Interplay, компанией, которая часто испытывала проблемы с деньгами и продала всю франшизу Fallout фирме Bethesda Softworks, чтобы помочь справиться с их долговыми проблемами. Однако ещё в 2006 году, до продажи всей интеллектуальной собственности Fallout, сообщалось, что им потребовалось 75 миллионов долларов на завершение проекта «Fallout MMO». Проект «Earthworm Jim» должен был начаться примерно в одно и то же время. Так что, как повезёт, Interplay остро нуждалась в деньгах и не имела возможности выплатить причитающиеся с прошлых лет гонорары Shiny Entertainment, в том числе телешоу, игрушки и многое другое, что отправило червя в стратосферу суперзвезды.
Кроме того, было высказано предположение, что цифра «80%» и участие первоначальных создателей также могли быть преувеличены. Interplay молчал о франшизе до 2008 года, когда была объявлена четвёртая часть из серии игр о Джиме, но создатель серии Дуглас Тен-Нэйпел позже отрицал его существование в 2010 году, и никакой другой информации не было объявлено.